# (6255) Kuma
(6255) Kuma es un asteroide perteneciente al cinturón de asteroides, región del sistema solar que se encuentra entre las órbitas de Marte y Júpiter, descubierto el 5 de diciembre de 1994 por Akimasa Nakamura desde el Observatorio Astronómico de Kumakōgen, Kumakōgen, Japón.

## Designación y nombre
Designado provisionalmente como 1994 XT. Fue nombrado Kuma en homenaje a una pequeña ciudad japonesa de Shikoku, desde donde se descubrió este planeta. La ciudad de Kuma, conocida por la silvicultura, la agricultura y muy visitada por peregrinos, también alentó las actividades culturales locales. El Observatorio Astronómico Kuma Kogen fue construido en 1992 para la educación astronómica y el turismo.

## Características orbitales
Kuma está situado a una distancia media del Sol de 2,740 ua, pudiendo alejarse hasta 2,834 ua y acercarse hasta 2,646 ua. Su excentricidad es 0,034 y la inclinación orbital 5,127 grados. Emplea 1657,31 días en completar una órbita alrededor del Sol.

## Características físicas
La magnitud absoluta de Kuma es 12,9. Tiene 16,955 km de diámetro y su albedo se estima en 0,06. 